# Artaban Ier
Pour les articles homonymes, voir Artaban.
Artaban Ier, incorrectement appelé Artaban II dans l'historiographie ancienne, est roi des Parthes de 128 à 124 av. J.-C..

## Biographie
Troisième fils de Phriapetius, il succède à son neveu Phraatès II tué au combat contre les Sakas.
Artaban Ier arrache la Médie et la Babylonie aux Séleucides. Il doit combattre ensuite lui aussi les Sakas, qu’il réussit à chasser provisoirement. Pendant ce temps, le gouverneur parthe de Babylonie est chassé par Hyspaosines, un ancien satrape d'Antiochos IV Épiphane, qui, accueilli en libérateur par le peuple, fonde le royaume de Characène.
Artaban Ier meurt d'une blessure au bras, reçue en Bactriane, où il repoussait une nouvelle fois les Sakas ou les Tokhariens. Son fils Mithridate II le Grand lui succède.